# スカマニア郡
スカマニア郡（Skamania County）は、アメリカ合衆国ワシントン州南西部に位置する郡である。郡の名前は、チヌーク語族 (w:Chinookan)の言葉でコロンビア川を意味する「流れの速い川」に由来する。2020年、人口は12,036人。郡都はスティーブンソン (w:Stevenson, Washington)である。

## 地理
アメリカ合衆国統計局によると、この郡は総面積4,361 km2 (1,684 [[w:square mile|mi2]]) である。このうち4,290 km2 (1,656 mi2) が陸地で71 km2 (27 mi2) が水域である。総面積の1.63%が水域となっている。90%が森林に覆われ、80%がギフォード・ピンショー国有林である。

### 地勢
- カスケード山脈
- コロンビア川
- セント・ヘレンズ山

### 国立公園
- フランツ・レイク国立野生生物保護区(Franz Lake National Wildlife Refuge)
- ギフォード・ピンショー国有林 (部分)
- セント・ヘレンズ山国定火山公園(Mount St. Helens National Volcanic Monument) (部分)
- ピアース国立野生生物保護区(Pierce National Wildlife Refuge)

### 幹線道路
- 州道14号線(Washington State Route 14)

### 隣接する郡
- ワシントン州ルイス郡(Lewis County)（北側）
- ワシントン州ヤキマ郡(Yakima County)（北東側）
- ワシントン州クリッキタト郡(Klickitat County)（東側）
- オレゴン州フッドリバー郡(Hood River County)（南側）
- オレゴン州マルトノマ郡（南西側）
- ワシントン州クラーク郡(Clark County)（西側）
- ワシントン州カウリッツ郡（西側）

## 人口動静
2000年国勢調査で、この郡は人口9,872人、3,755世帯、及び2,756家族が暮らしている。人口密度は2/km2 (6/mi2) である。1/km2 (3/mi2) の平均的な密度に4,576軒の住宅が建っている。この郡の人種的な構成は白人92.11%、アフリカン・アメリカン0.30%、ネイティブ・アメリカン2.20%、アジア0.54%、太平洋諸島系0.17%、その他の人種2.43%、及び混血2.25%である。人口の4.03%はヒスパニックまたはラテン系である。
この郡の世帯ごとの平均的な収入は39,317 USドルであり、家族ごとの平均的な収入は44,586 USドルである。男性は36,732 USドルに対して女性は25,130 USドルの平均的な収入がある。この郡の一人当たりの収入 (per capita income) は18,002 USドルである。人口の13.10%及び家族の10.00%は貧困線以下である。全人口のうち18歳未満の18.10%及び65歳以上の7.90%は貧困線以下の生活を送っている。

## 都市及び町

### 市
- Stevenson（郡庁所在地）
- North Bonneville

### 統計上の市域
- Carson River Valley

### 他の町村
- Carson (統計上の市域Carson River Valleyに関連)
- Stabler (Hemlockとしても知られる)
- Mill A
- Skamania
- Willard